# Glenn Close
Glenn Close (Greenwich, 19 de março de 1947) é uma atriz, cantora e produtora cinematográfica americana.
Citada como "uma das grandes atrizes da atualidade", pela Vanity Fair, Close recebeu vários prêmios ao longo de sua carreira, incluindo três Prêmios Emmy, três Tony Awards e três Prêmios Globo de Ouro. Ela também foi indicada oito vezes ao Oscar, detendo o recorde de mais indicações sem uma vitória por uma atriz. Em 2016, foi indicada para o American Theatre Hall of Fame e, em 2019, a revista Time a nomeou uma das 100 pessoas mais influentes do mundo.
Close começou sua carreira profissional no teatro em 1974 com Love for Love, na Broadway seu trabalho inclui as produções Barnum em 1980 e The Real Thing em 1983, pelo qual ela ganhou o prêmio Tony de melhor atriz principal. Sua estreia no cinema aconteceu em O Mundo Segundo Garp (1982), seguido por papéis nos filmes O Reencontro (1983) e Um Homem Fora de Série (1984); todos os três rendendo-lhe indicações para o Oscar de melhor atriz coadjuvante. Seus papéis em Atração Fatal (1987) e Ligações Perigosas (1988) lhe renderam indicações para o Oscar de melhor atriz.
Na década de 1990, ela ganhou mais dois Tony Awards por Death and the Maiden (1992) e Sunset Boulevard (1995). Pelo telefilme Servindo em Silêncio (1995) ela recebeu o Emmy de melhor atriz em minissérie ou filme para TV. Nos anos seguintes Close estrelou os filme O Reverso da Fortuna (1990), 101 Dálmatas (1996) e Força Aérea Um (1997), entre outros. Na televisão sua interpretação de Eleanor da Aquitânia em Bárbaros & Traidores (2003) lhe valeu um Globo de Ouro. De 2007 a 2012, ela interpretou Patty Hewes na série dramática Damages, ganhando um Globo de Ouro e dois Primetime Emmy Awards. Ela voltou aos palcos da Broadway em uma remontagem de 2014 de A Delicate Balance. Durante este período, recebeu duas indicações para o Oscar de melhor atriz por Albert Nobbs (2011) e A Esposa (2017), ganhando um terceiro Globo de Ouro por este último.

## Carreira
Iniciou sua carreira em 1979, trabalhando nos telefilmes Too Far to Go e Orphan Train. Estreou no Cinema em grande estilo, já sendo indicada ao Óscar de Melhor Atriz (coadjuvante/secundária) por seu primeiro papel, no filme O Mundo Segundo Garp, de 1982. Na obra de George Roy Hill, ela trabalhou ao lado de Robin Williams e Jessica Tandy. Apesar de ser apenas quatro anos mais velha que Williams, Close interpretou sua mãe.
Depois da ótima repercussão de sua estreia, Glenn Close estrelou o clássico The Big Chill (O Reencontro), de Lawrence Kasdan e conquistou sua segunda indicação ao Óscar, também como Melhor Atriz (coadjuvante/secundária).
Em 1984, Glenn Close trabalhou com Christopher Lambert no filme Greystoke . Contudo, a atriz não aparece em cena. Seu trabalho foi dublar a voz da personagem de Andie MacDowell. Foi indicada ao Oscar de Melhor Atriz (coadjuvante/secundária) pelo filme The Natural, estrelado por Robert Redford. No ano seguinte, trabalhou no suspense O Fio da Suspeita, de Richard Marquand (O Retorno de Jedi), em que divide os créditos com Jeff Bridges.
Seria em 1987 que Close atingiria o auge de sua popularidade e do sucesso de crítica, ao protagonizar cenas antológicas no filme Fatal Attraction indicado a seis Óscar, do diretor Adrian Lyne, o que lhe rendeu sua primeira indicação ao prêmio da Academia de Hollywood na categoria de Melhor Atriz. Para se consagrar definitivamente, Close assumiu o papel principal no clássico Dangerous Liaisons, de 1988, e causou reações favoráveis na crítica especializada devido à sua interpretação da Marquesa de Merteuil. O resultado foi mais uma indicação ao Óscar de Melhor Atriz que perdeu para Jodie Foster.
No drama Reversal of Fortune de 1990, Close interpreta Sunny von Bülow, uma milionária que entra em coma irreversível e é alvo do suposto interesse de seu marido em sua fortuna. O personagem de Jeremy Irons (que ganhou o Óscar de Melhor Ator por este filme) é acusado de tentar matá-la e contrata um advogado para conseguir provar sua inocência. Close também é a narradora da história.
No decorrer da década de 1990, trabalhou com diretores como Steven Spielberg (em Hook - A Volta do Capitão Gancho, de 1991) e Ron Howard (no filme O Jornal, de 1994). Também estrelou, ao lado de Meryl Streep e Winona Ryder, a super-produção A Casa dos Espíritos, de 1993.
Apenas no ano de 1996, Close esteve presente em três sucessos de público e crítica: trabalhou novamente com Stephen Frears em O Segredo de Mary Reilly; foi dirigida por Tim Burton em Marte Ataca! - dividindo a cena com Jack Nicholson -, e marcou o imaginário do público infantil com a produção da Disney 101 Dalmatians (Os 101 Dálmatas), no papel da vilanesca Cruela DeVil. Este papel lhe rendeu uma indicação ao Globo de Ouro de Melhor Atriz Comédia/Musical.
A partir daí, diminuiu seu ritmo de trabalhos em Hollywood e estrelou longas menores, como Um Canto de Esperança (1997), A Fortuna de Cookie (de Robert Altman, 1999), Coisas que Você Pode Dizer Só de Olhar Para Ela (2000), e The Stepford Wives (Mulheres Perfeitas, 2005). Viveu a advogada Patty Hewes no seriado Damages.

## Filmografia (Cinema e Televisão)
- 1979 - Too Far to Go
- 1979 - Orphan Train

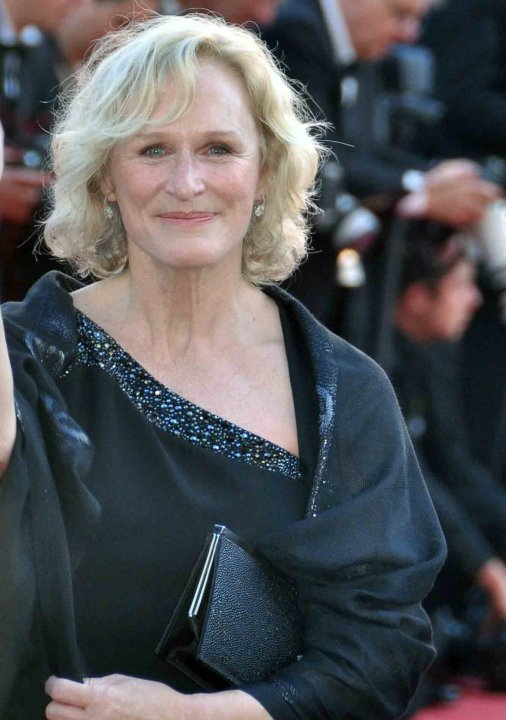
Glenn Close no Festival de Cannes em 2010.

- 1982 - The World According to Garp
- 1983 - The Big Chill
- 1984 - The Stone Boy
- 1984 - Something About Amelia
- 1984 - The Natural
- 1984 - Greystoke: The Legend of Tarzan, Lord of the Apes
- 1985 - Maxie
- 1986 - Jagged Edge
- 1987 - Fatal Attraction
- 1988 - Light Years
- 1988 - Dangerous Liaisons
- 1988 - Stones for Ibarra
- 1989 - Immediate Family
- 1990 - Reversal of Fortune
- 1990 - Hamlet (1990)
- 1990 - She'll Take Romance
- 1991 - Sarah, Plain and Tall
- 1991 - Meeting Venus
- 1991 - Hook
- 1992 - Diamonds on the Silver Screen
- 1992 - Lincoln
- 1993 - Skylark
- 1993 - The House of the Spirits
- 1994 - The Paper
- 1995 - The Service in Silence: The Margarethe Cammermeyer Story
- 1995 - Anne Frank Remembered
- 1995/2018 - Os Simpsons (Série de Televisão)
- 1996 - Mary Reilly
- 1996 - 101 Dalmatians
- 1996 - Mars Attacks!
- 1997 - Paradise Road
- 1997 - In the Gloamming
- 1997 - Air Force One
- 1997 - In & Out
- 1999 - The Lady With The Torch
- 1999 - Cookie's Fortune
- 1999 - Tarzan
- 1999 - Sarah, Plain and Tall: Winter's End
- 2000 - Things You Can Tell Just by Looking at Her
- 2000 - 102 Dalmatians
- 2000 - Baby
- 2001 - South Pacific
- 2001 - The Safety of Objects
- 2001 - The Ballad of Lucy Whipple
- 2002 - Pinocchio
- 2003 - Le Divorce
- 2003 - Brush With Fate
- 2003 - The Lion in Winter
- 2004 - The Stepford Wives
- 2004 - Heights
- 2004 - Skip Search
- 2005 - Nine Lives
- 2005 - The Chumscrubber
- 2005 - Therese Raquin
- 2005 - Paint
- 2006 - Hoodwinked
- 2007 - Evening
- 2007/2012 - Damages (Série de Televisão)
- 2010 - Hoodwinked 2
- 2011 - Albert Nobbs
- 2014 - Guardiões da Galáxia
- 2015 - A Fabulosa Gilly Hopkins
- 2016 - Warcraft
- 2016 - Melanie - A Última Esperança
- 2017 - Onde Está Segunda?
- 2017 - Wilde se Casa Novamente
- 2017 - A Casa Torta
- 2017 - Sea Oak
- 2017 - Correndo Atrás de um Pai
- 2018 - A Esposa
- 2018 - Os Três lá em Baixo: Contos de Arcadia (Série de Televisão)
- 2020 - Four Good Days
- 2020 - Era Uma Vez um Sonho
- Sem data - Sunset Boulevard (pré-produção)
- Sem data - Swan Song (pós-produção)

## Prêmios

### Cinema
| Ano  | Filme                                                | Prêmio                                                                 | Resultado |
| ---- | ---------------------------------------------------- | ---------------------------------------------------------------------- | --------- |
| 1983 | The World According to Garp                          | Oscar de Melhor Atriz Coadjuvante                                      | Indicado  |
| 1983 | The World According to Garp                          | Los Angeles Film Critics Association Award de Melhor Atriz Coadjuvante | Venceu    |
| 1983 | The World According to Garp                          | National Board of Review de Melhor Atriz Coadjuvante                   | Venceu    |
| 1983 | The World According to Garp                          | New York Film Critics Circle Award de Melhor Atriz Coadjuvante         | Indicado  |
| 1984 | The Big Chill                                        | Oscar de Melhor Atriz Coadjuvante                                      | Indicado  |
| 1985 | The Natural                                          | Oscar de Melhor Atriz Coadjuvante                                      | Indicado  |
| 1986 | Maxie                                                | Globo de Ouro de melhor atriz em comédia ou musical                    | Indicado  |
| 1986 | Maxie                                                | Saturn Award de Melhor Atriz                                           | Indicado  |
| 1988 | Fatal Attraction                                     | Oscar de melhor atriz                                                  | Indicado  |
| 1988 | Fatal Attraction                                     | Globo de Ouro de Melhor Atriz - Drama                                  | Indicado  |
| 1988 | Fatal Attraction                                     | People's Choice Award de Atriz Favorita no Cinema                      | Venceu    |
| 1989 | Dangerous Liaisons                                   | Oscar de Melhor Atriz                                                  | Indicado  |
| 1989 | Dangerous Liaisons                                   | BAFTA de Melhor Atriz                                                  | Indicado  |
| 1989 | Dangerous Liaisons                                   | Chicago Film Critics Association de Melhor Atriz                       | Indicado  |
| 1991 | Hamlet                                               | David di Donatello de Melhor Atriz Estrangeira                         | Indicado  |
| 1992 | Meeting Venus                                        | Coppa Volpi de Melhor Atriz                                            | Venceu    |
| 1997 | 101 Dalmatians                                       | Globo de Ouro de melhor atriz em comédia ou musical                    | Indicado  |
| 1997 | 101 Dalmatians                                       | Satellite Award de Melhor Atriz (Comédia/Musical)                      | Indicado  |
| 1997 | 101 Dalmatians                                       | Saturn Award de Melhor Atriz                                           | Indicado  |
| 2001 | 102 Dalmatians                                       | Satellite Award de Melhor Atriz (Comédia/Musical)                      | Indicado  |
| 2012 | Albert Nobbs                                         | Oscar de Melhor Atriz                                                  | Indicado  |
| 2012 | Albert Nobbs                                         | Globo de Ouro de Melhor Atriz - Drama                                  | Indicado  |
| 2012 | Albert Nobbs                                         | SAG Award de Melhor Atriz Principal                                    | Indicado  |
| 2012 | Albert Nobbs                                         | Satellite Award Melhor Atriz                                           | Indicado  |
| 2012 | Albert Nobbs                                         | Satellite Award de Melhor Roteiro Adaptado                             | Indicado  |
| 2012 | "Lay Your Head Down" de Albert Nobbs com Brian Byrne | Satellite Award Melhor Canção Original                                 | Venceu    |
| 2018 | The Wife                                             | Gotham Award de Melhor Atriz                                           | Indicado  |
| 2018 | The Wife                                             | St. Louis Gateway Film Critics Association de Melhor Atriz             | Indicado  |
| 2018 | The Wife                                             | Washington D.C. Area Film Critics Association Award de Melhor Atriz    | Indicado  |
| 2019 | The Wife                                             | Oscar de Melhor Atriz                                                  | Indicado  |
| 2019 | The Wife                                             | BAFTA de Melhor Atriz                                                  | Indicado  |
| 2019 | The Wife                                             | Critics' Choice Movie Award de Melhor Atriz                            | Venceu    |
| 2019 | The Wife                                             | Globo de Ouro de Melhor Atriz - Drama                                  | Venceu    |
| 2019 | The Wife                                             | Independent Spirit Award de Melhor Atriz                               | Venceu    |
| 2019 | The Wife                                             | SAG Award de Melhor Atriz Principal                                    | Venceu    |
| 2019 | The Wife                                             | Satellite Award de Melhor Atriz - Drama                                | Venceu    |
| 2020 | Hillbilly Elegy                                      | "Prêmio por Atuação" no San Francisco International Film Festival      | Venceu    |
| 2020 | Hillbilly Elegy                                      | Sunset Film Circle Award de Melhor Atriz                               | Indicado  |
| 2021 | Hillbilly Elegy                                      | AARP Movies for Grownup Award de Melhor Atriz Coadjuvante              | Indicado  |
| 2021 | Hillbilly Elegy                                      | Critics' Choice Movie Award de Melhor Atriz Coadjuvante em Cinema      | Indicado  |
| 2021 | Hillbilly Elegy                                      | Detroit Film Critics Society Award de Melhor Atriz Coadjuvante         | Indicado  |
| 2021 | Hillbilly Elegy                                      | Framboesa de Ouro de pior atriz coadjuvante                            | Indicado  |
| 2021 | Hillbilly Elegy                                      | Gold Derby Award de Melhor Atriz Coadjuvante                           | Indicado  |
| 2021 | Hillbilly Elegy                                      | Globo de Ouro de Melhor Atriz Coadjuvante em Cinema                    | Indicado  |
| 2021 | Hillbilly Elegy                                      | Hollywood Critics Association Award de Melhor Atriz Coadjuvante        | Indicado  |
| 2021 | Hillbilly Elegy                                      | Music City Film Critics' Association Award de Melhor Atriz Coadjuvante | Indicado  |
| 2021 | Hillbilly Elegy                                      | Nevada Film Critics Society Award de Melhor Atriz Coadjuvante          | Venceu    |
| 2021 | Hillbilly Elegy                                      | Oscar de Melhor Atriz Coadjuvante                                      | Indicado  |
| 2021 | Hillbilly Elegy                                      | SAG Award de Melhor Atriz Coadjuvante                                  | Indicado  |

### Televisão
| Ano  | Trabalho                                             | Prêmio                                                            | Resultado |
| ---- | ---------------------------------------------------- | ----------------------------------------------------------------- | --------- |
| 1984 | Something About Amelia                               | Primetime Emmy Award de Melhor Atriz - Minissérie ou Filme        | Indicado  |
| 1984 | Something About Amelia                               | Golden Globe Award de Melhor Atriz - Minissérie ou Filme          | Indicado  |
| 1990 | Sarah, Plain and Tall                                | Primetime Emmy Award de Melhor Minissérie ou Filme para Televisão | Indicado  |
| 1990 | Sarah, Plain and Tall                                | Primetime Emmy Award de Melhor Atriz - Minissérie ou Filme        | Indicado  |
| 1990 | Sarah, Plain and Tall                                | Golden Globe Award de Melhor Atriz - Minissérie ou Filme          | Indicado  |
| 1993 | Skylark                                              | Primetime Emmy Award de Melhor Atriz - Minissérie ou Filme        | Indicado  |
| 1993 | Serving in Silence: The Margarethe Cammermeyer Story | Primetime Emmy Award de Melhor Minissérie ou Filme para Televisão | Indicado  |
| 1993 | Serving in Silence: The Margarethe Cammermeyer Story | Primetime Emmy Award de Melhor Atriz - Minissérie ou Filme        | Venceu    |
| 1993 | Serving in Silence: The Margarethe Cammermeyer Story | Golden Globe Award de Melhor Atriz - Minissérie ou Filme          | Indicado  |
| 1993 | Serving in Silence: The Margarethe Cammermeyer Story | SAG Award de Melhor Atriz - Minissérie ou Filme                   | Indicado  |
| 1997 | In the Gloaming                                      | Primetime Emmy Award de Melhor Atriz - Minissérie ou Filme        | Indicado  |
| 1997 | In the Gloaming                                      | SAG Award de Melhor Atriz - Minissérie ou Filme                   | Indicado  |
| 2002 | Will and Grace                                       | Primetime Emmy Award de Melhor Atriz Convidada em Série - Comédia | Indicado  |
| 2004 | The Lion in Winter                                   | Primetime Emmy Award de Melhor Atriz - Minissérie ou Filme        | Indicado  |
| 2004 | The Lion in Winter                                   | Golden Globe Award de Melhor Atriz - Minissérie ou Filme          | Venceu    |
| 2004 | The Lion in Winter                                   | SAG Award de Melhor Atriz - Minissérie ou Filme                   | Venceu    |
| 2005 | The Shield                                           | Primetime Emmy Award de Melhor Atriz em Série - Drama             | Indicado  |
| 2005 | The Shield                                           | Golden Globe Award de Melhor Atriz em Série - Drama               | Indicado  |
| 2007 | Damages                                              | Golden Globe Award de Melhor Atriz em Série - Drama               | Venceu    |
| 2007 | Damages                                              | SAG Award de Melhor Atriz em Série - Drama                        | Indicado  |
| 2008 | Damages                                              | Primetime Emmy Award de Melhor Atriz em Série - Drama             | Venceu    |
| 2009 | Damages                                              | Primetime Emmy Award de Melhor Atriz em Série - Drama             | Venceu    |
| 2009 | Damages                                              | Golden Globe Award de Melhor Atriz em Série - Drama               | Indicado  |
| 2009 | Damages                                              | SAG Award de Melhor Atriz em Série - Drama                        | Indicado  |
| 2010 | Damages                                              | Primetime Emmy Award de Melhor Atriz em Série - Drama             | Indicado  |
| 2010 | Damages                                              | Golden Globe Award de Melhor Atriz em Série - Drama               | Indicado  |
| 2010 | Damages                                              | SAG Award de Melhor Atriz em Série - Drama                        | Indicado  |
| 2011 | Damages                                              | SAG Award de Melhor Atriz em Série - Drama                        | Indicado  |
| 2012 | Damages                                              | Primetime Emmy Award de Melhor Atriz em Série - Drama             | Indicado  |
| 2012 | Damages                                              | Golden Globe Award de Melhor Atriz em Série - Drama               | Indicado  |

### Teatro
| Ano  | Peça                 | Prêmio                                      | Resultado |
| ---- | -------------------- | ------------------------------------------- | --------- |
| 1980 | Barnum               | Tony Award de Melhor Atriz em Musical       | Indicado  |
| 1984 | The Real Thing       | Tony Award de Melhor Atriz em Peça          | Venceu    |
| 1992 | Death and the Maiden | Tony Award de Melhor Atriz em Peça          | Venceu    |
| 1992 | Death and the Maiden | Drama Desk Award de Melhor Atriz em Peça    | Indicado  |
| 1995 | Sunset Boulevard     | Tony Award de Melhor Atriz em Musical       | Venceu    |
| 1995 | Sunset Boulevard     | Drama Desk Award de Melhor Atriz em Musical | Venceu    |